# Concejo Regional Hof Ashkelon
Hof Ashkelon (en hebreo: מועצה אזורית חוף אשקלון), (transliterado: Moatzá Azorit Hof Ashkelón), es un concejo regional del Distrito Meridional de Israel. El Concejo Regional Hof Askelon sirve a 19 municipios:

### Asentamientos
| Nombre      | Hebreo    |
| ----------- | --------- |
| Bat Hadar   | בת הדר    |
| Kfar Silver | כפר סילבר |
| Nitzán      | ניצן      |

### Kibutzim
| Nombre        | Hebreo   |
| ------------- | -------- |
| Guevaram      | גברעם    |
| Karmiya       | כרמייה   |
| Nitzanim      | ניצנים   |
| Yad Mordechai | יד מרדכי |
| Zikim         | זיקים    |

### Moshavim
| Nombre          | Hebreo     |
| --------------- | ---------- |
| Beit Shikmá     | בית שקמה   |
| Guiah           | גיאה       |
| Heletz          | חלץ        |
| Hodiya          | הודייה     |
| Kojav Michal    | כוכב מיכאל |
| Mashen          | משען       |
| Moshav Berekhya | מושב ברכיה |
| Netiv Haasara   | נתיב העשרה |
| Nir Israel      | ניר ישראל  |
| Mavkim          | מבקיעים    |
| Talmi Yafá      | תלמי יפה   |